# Eduard Wind

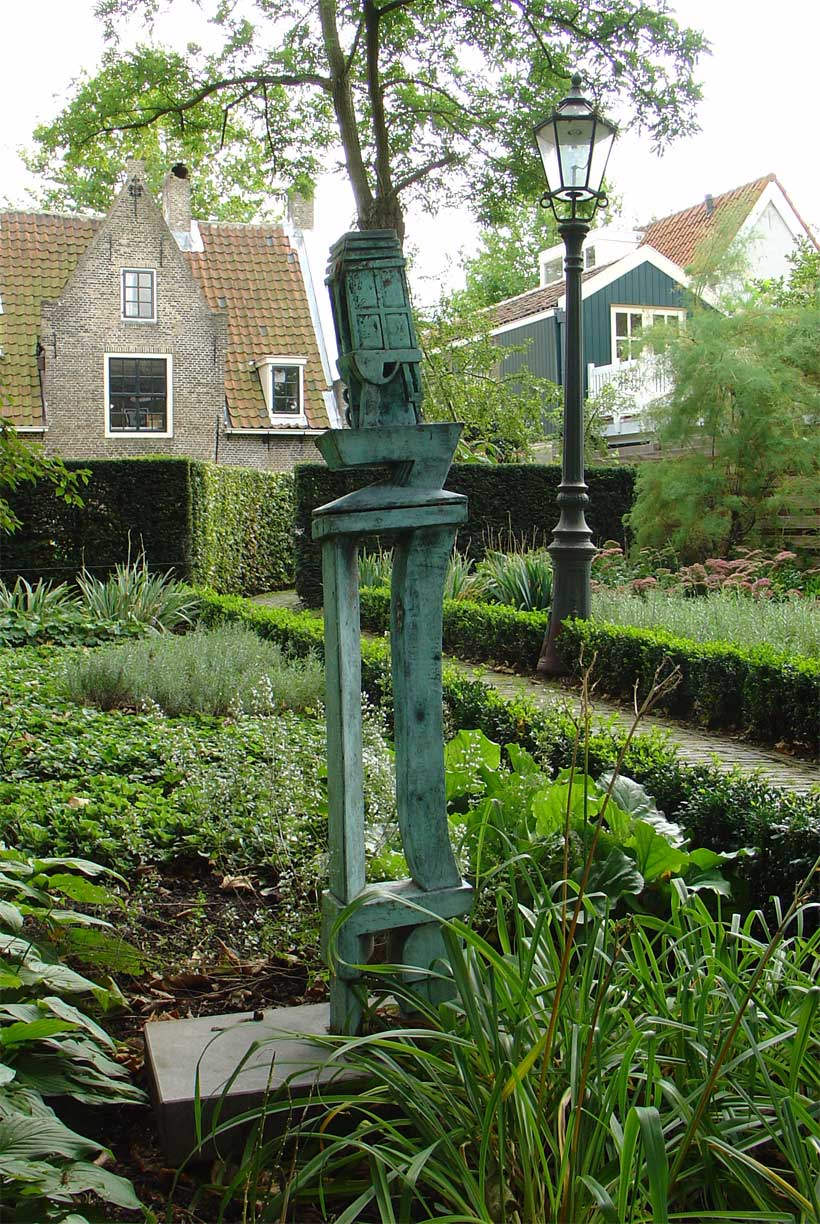
Le coeur à ses raisons que la raison ne connait pas door Eduard Wind in Gouda - Goudse beeldenroute (1991)

Eduard Jacob Wind (Kampen, 24 augustus 1947) is een Nederlandse beeldhouwer.

## Leven en werk
Wind, opgeleid aan de Vrije Academie te Den Haag, is als beeldhouwer gevestigd in Den Haag. Wind werkt bij voorkeur met hout. Hij maakt daarbij gebruik van gevonden materiaal, dat hij bij elkaar zoekt en waarvan hij manshoge beelden maakt. Hij exposeerde onder meer in Amsterdam, Bergen op Zoom, Breda, Delft, Den Haag en Enschede.
In 2005 verscheen het verslag van de ontmoetingen tussen de toenmalige bisschop van Breda Tiny Muskens en zes hedendaagse kunstenaars, waaronder Eduard Wind. Deze ontmoetingen werden vastgelegd in Spreek je eigen taal: Bisschop Muskens in gesprek met kunstenaars. Tegelijkertijd werden werken van deze kunstenaars geëxposeerd op tentoonstellingen in Bergen op Zoom en in Breda.
In het gesprek met Muskens legde Wind uit dat hij zonder vooropgezet plan aan het werk gaat. Alleen dan bestaat de kans dat er iets goeds ontstaat, aldus Wind.